# Spaans Formule 4-kampioenschap
Het Spaanse Formule 4-kampioenschap (Spaans: Campeonato de España de Fórmula 4) is het nationale Formule 4-kampioenschap van Spanje, opgericht in 2016. Oorspronkelijk zou het eerste kampioenschap worden gehouden in 2015, maar het eerste seizoen werd een jaar uitgesteld.
De Formule 4 is opgericht door de FIA in maart 2013 voor jonge coureurs die vanuit het karting willen overstappen naar formulewagens, maar andere klassen zoals de Formule Renault 2.0 en de Formule 3 niet kunnen betalen. Het Spaanse kampioenschap werd aangekondigd op 14 november 2014. Op 30 september 2015 werd bekend dat het Finse autosportteam Koiranen GP het kampioenschap zal organiseren, nadat zij ook al de organisatie van het SMP Formule 4-kampioenschap op zich heeft genomen.

## Auto
De auto's worden geleverd door Tatuus, terwijl Abarth de motoren levert.
- Chassis: Koolstofvezel, monocoque.
- Motor: Fiat (Abarth-gemerkt), inline 4, 1400cc, 160 pk.
- Banden: Hankook.
- Engine control unit: Magneti Marelli.
- Smeersysteem: Dry-sumpsysteem.
- Koeling: Water- en luchtkoeling.
- Transmissie: Sequential Sadev, zes versnellingen.
- Brandstof: Panta Racing Fuel.

## Resultaten
| Seizoen | Kampioen            | Tweede              | Derde             |
| ------- | ------------------- | ------------------- | ----------------- |
| 2024    | Mattia Colnaghi     | Keanu Al Azhari     | Maciej Gładysz    |
| 2023    | Théophile Naël      | Christian Ho        | Valerio Rinicella |
| 2022    | Nikola Tsolov       | Hugh Barter         | Tymek Kucharczyk  |
| 2021    | Dilano van 't Hoff  | Sebastian Øgaard    | Josep María Martí |
| 2020    | Kas Haverkort       | Mari Boya           | Thomas ten Brinke |
| 2019    | Franco Colapinto    | Glenn van Berlo     | Kilian Meyer      |
| 2018    | Amaury Cordeel      | Javier González     | Guillem Pujeu     |
| 2017    | Christian Lundgaard | Aleksandr Smolyar   | Bent Viscaal      |
| 2016    | Richard Verschoor   | Alexander Vartanyan | Tuomas Tujula     |